# Vampeta
Marcos André Batista Santos, plus connu sous le nom de Vampeta, né le 13 mars 1974 à Nazaré, est un joueur et entraîneur de football brésilien.
Évoluant au poste de milieu défensif, il est sélectionné à 39 reprises en équipe du Brésil avec laquelle il remporte la Coupe du monde en 2002. Son surnom Vampeta est un mot-valise, contraction de vampiro (vampire) et capeta (diable).

## Carrière
Vampeta commence sa carrière à Victoria où, après trois ans de formation, il joue en équipe professionnelle en 1993-1994. En 1994, il est transféré au PSV Eindhoven, aux Pays-Bas, où il commence la saison 1994-1995. En 1995 il est prêté au VVV Venlo, et après quelques matchs, il retourne au Brésil, à Fluminense, toujours en prêt. Il rentre aux Pays-Bas pour la saison 1996-1997, au cours de laquelle le PSV remporte le championnat.
Début 1998, Vampeta retourne au Brésil, cette fois sous la forme d'un transfert définitif au Corinthians, où il rejoint Marcelinho Carioca, Rincón et Ricardinho. L'équipe dirigée par Vanderlei Luxemburgo, puis par son ancien adjoint Oswaldo de Oliveira, remporte de nombreux titres : elle est vice-championne de São Paulo et championne du Brésil en 1998, championne de São Paulo et du Brésil en 1999 et enfin vainqueur du championnat du monde des clubs en 2000.
Avec ses bonnes performances, Vampeta fait ses débuts en équipe nationale brésilienne, avec laquelle il remporte la Copa América 1999 et atteint la finale de la Coupe des confédérations 1999. En 2000, il marque ses deux seuls buts en sélection, face à l'Argentine à São Paulo.
En 2000, il est recruté par l'Inter Milan, qui le transfère six mois plus tard au Paris Saint-Germain, dans le cadre d'un échange avec Stéphane Dalmat. Cette deuxième expérience en Europe ne dure pas, et il retourne dès la fin de saison au Brésil, cette fois à Flamengo. En 2002, il fait son retour aux Corinthians, dirigés par Carlos Alberto Parreira. Il y remporte de nouveaux titres en 2002 : tournoi Rio-São Paulo et Coupe du Brésil. 
Il reste sélectionné en équipe nationale, dans le cadre des tours préliminaires à la Coupe du monde de football 2002. Après la Coupe des confédérations 2001 (terminée à la 3e place après une défaite face à la France), il est convoqué par le sélectionneur Luiz Felipe Scolari pour la Coupe du monde. Il y dispute un match, face à la Turquie (victoire 2-1), et assiste au triomphe des siens.
En 2003, Vampeta est de nouveau champion de São Paulo avec Corinthians. Peu de temps après, le joueur est grièvement blessé lors du premier match du championnat du Brésil, contre l'Atlético Mineiro. Il reste éloigné des terrains de football pendant huit mois. Sans Vampeta, l'équipe est éliminée de la Copa Libertadores et réalise une piètre saison.

## Statistiques individuelles
| Saison    | Club                 | Championnat    | Matchs | Buts |
| --------- | -------------------- | -------------- | ------ | ---- |
| 1993      | EC Vitória           | Série A        | 8      | 0    |
| 1994      | EC Vitória           | Série A        | -      | -    |
| 1994-1995 | PSV Eindhoven        | Eredivisie     | 3      | 0    |
| 1994-1995 | VVV Venlo (prêt)     | Eerste Divisie | 7      | 3    |
| 1995      | Fluminense FC (prêt) | Série A        | 23     | 0    |
| 1996      | Fluminense FC (prêt) | Série A        | 0      | 0    |
| 1996-1997 | PSV Eindhoven        | Eredivisie     | 31     | 2    |
| 1998      | SC Corinthians       | Série A        | 31     | 2    |
| 1999      | SC Corinthians       | Série A        | 16     | 2    |
| 2000      | SC Corinthians       | Série A        | 6      | 0    |
| 2000      | Inter Milan          | Serie A        | 1      | 0    |
| 2001      | Paris SG             | Division 1     | 7      | 1    |
| 2001      | Flamengo             | Série A        | 16     | 1    |
| 2002      | SC Corinthians       | Série A        | 24     | 0    |
| 2003      | SC Corinthians       | Série A        | 5      | 0    |
| 2004      | EC Vitória           | Série A        | 6      | 0    |
| 2004-2005 | Al Salmiya Club      | Premier League | -      | -    |
| 2005      | Brasiliense FC       | Série A        | 37     | 0    |
| 2006      | Goiás EC             | Série A        | 1      | 0    |
| 2007      | SC Corinthians       | Série A        | 19     | 0    |
| 2008      | CA Juventus          |                | -      | -    |
| Total     | Total                | Total          | 244    | 11   |

| Année | Matchs | Buts |
| ----- | ------ | ---- |
| 1998  | 3      | 0    |
| 1999  | 11     | 0    |
| 2000  | 9      | 2    |
| 2001  | 12     | 0    |
| 2002  | 4      | 0    |
| Total | 39     | 2    |

## Palmarès
- Champion du monde 2002 avec l’équipe du Brésil
- Copa América en 1999 avec l’équipe du Brésil
- Coupe des Pays-Bas en 1997, 1998 avec PSV Eindhoven
- Champion des Pays-Bas en 1998 avec PSV Eindhoven
- Champion du Brésil en 1998, 1999 avec SC Corinthians
- Champion de l'État de São Paulo en 1999, 2002, 2003 avec SC Corinthians
- Mondial des clubs FIFA en 2000 avec SC Corinthians
- Tournoi Rio - São Paulo : 2002 avec SC Corinthians
- Coupe du Brésil en 2002 avec SC Corinthians
- « Ballon d'argent brésilien » en 1998 et 1999

## Vie privée
En janvier 1999 il pose nu pour le magazine brésilien gay G Magazine (en).